# トリゼンフーズ
トリゼンフーズ株式会社は、福岡市に本社を置く鶏肉卸売や外食事業を行う企業である。ブランド鳥「華味鳥」の養鶏・販売のほか、水炊き店の「博多華味鳥」を経営する。
また、九州プロレスの活動のひとつ、慰問活動「じじばば元気にするバイ」を応援している。
創業は1949年。2010年に中国大連に大連鳥善餐饮有限公司を設立し、「博多華味鳥大連店」を出店した。その後、2014年秋から同店を台湾でも展開している。
2017年 1月には糸島市の新工場建設が着工する。設備投資額はおよそ7億円という。

## テレビ番組
- 日経スペシャル カンブリア宮殿 町の鶏肉屋さんから 絶品&独自の鶏ビジネス！ 失敗だらけの50年戦争（2019年3月14日、テレビ東京）[6]